# Reykjanesviti
Reykjanesviti – latarnia morska służąca jako znak nawigacyjny w drodze do portów Keflavík i Reykjavík. Jest najwyższym tego typu obiektem na Islandii. Znajduje się na przylądku Reykjanes – południowo-zachodnim krańcu półwyspu Reykjanes, około 16 km na zachód od Grindavíku i 20 km na południowy zachód od Keflavíku.
Pierwsza latarnia morska na Islandii została wzniesiona w tym miejscu w 1878 roku. Osiem lat później budynek został zniszczony przez trzęsienie ziemi. W 1929 uruchomiona została obecna latarnia Reykjanesviti. Biała, betonowa konstrukcja o cylindrycznym kształcie ma 31 m wysokości. Światło latarni usytuowane 73 m n.p.m. ma zasięg 22 mil morskich (ok. 40,7 km). Nadaje 3 białe błyski co 30 sekund. Latarnia wyposażona jest w DGPS. W pobliżu znajduje się dwupiętrowy dom zamieszkany przez latarnika.
Tradycyjna z wyglądu wieża jest prawdopodobnie najbardziej znaną i najczęściej odwiedzaną latarnią morską Islandii. Teren wokół jest aktywny termicznie, w pobliżu znajdują się źródła termalne nazywane Gunnuhver. Sama latarnia znajduje się na szczycie nieaktywnego stożka wulkanicznego.

## Galeria

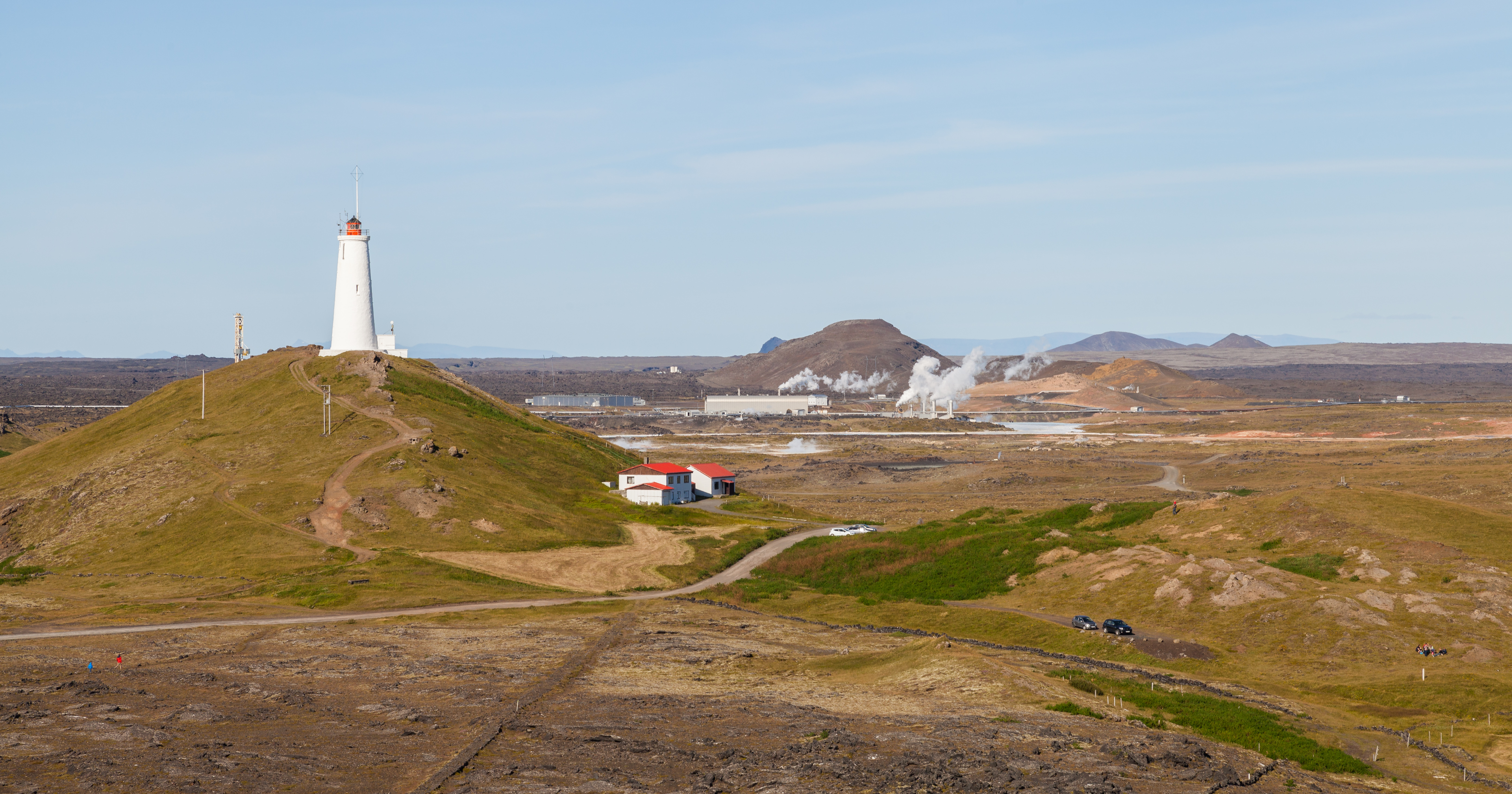
Latarnia morska Reykjanesviti, w tle źródła termalne Gunnuhver i elektrownia geotermalna Reykjanes
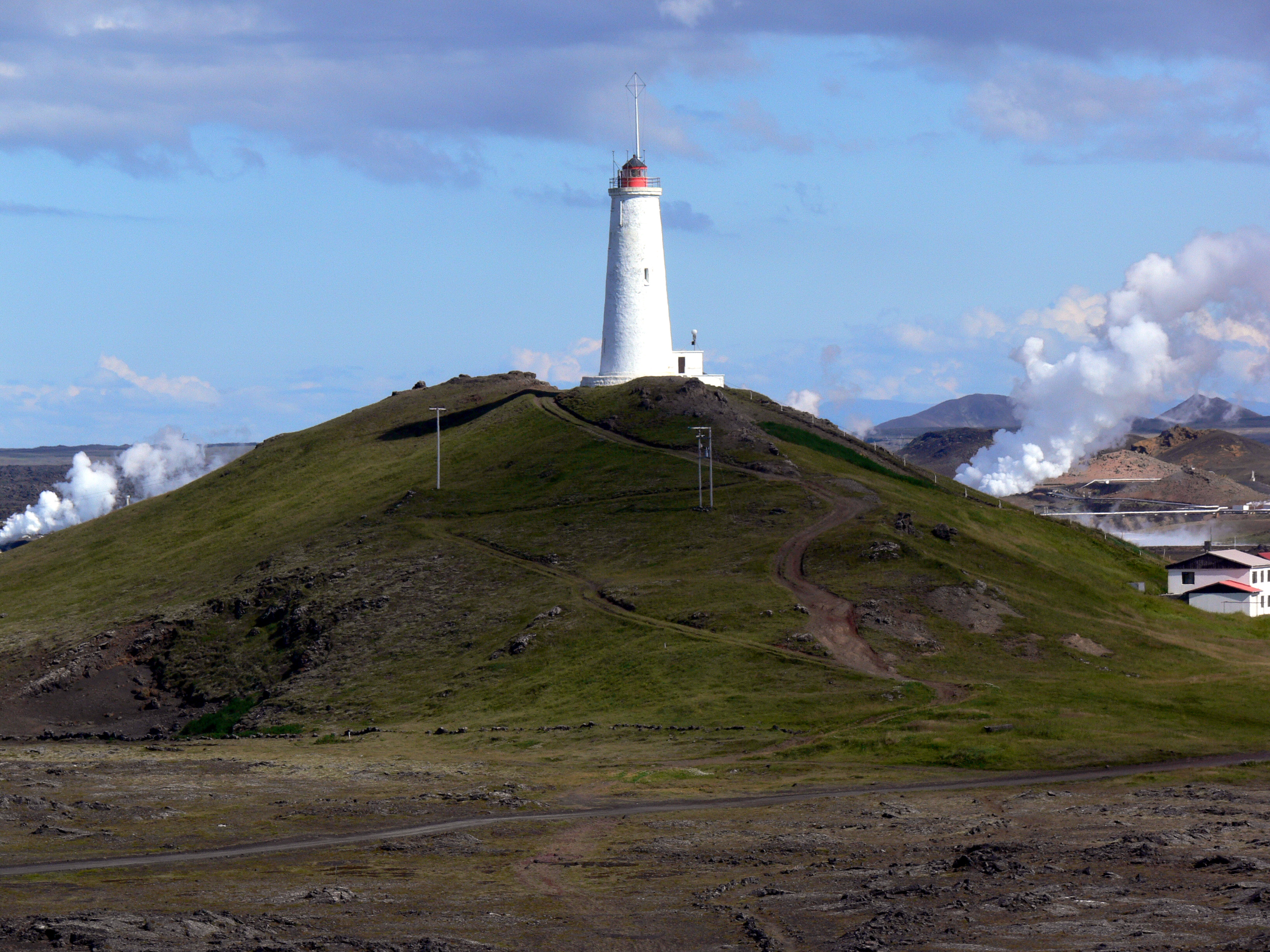
Reykjanesviti, 2008
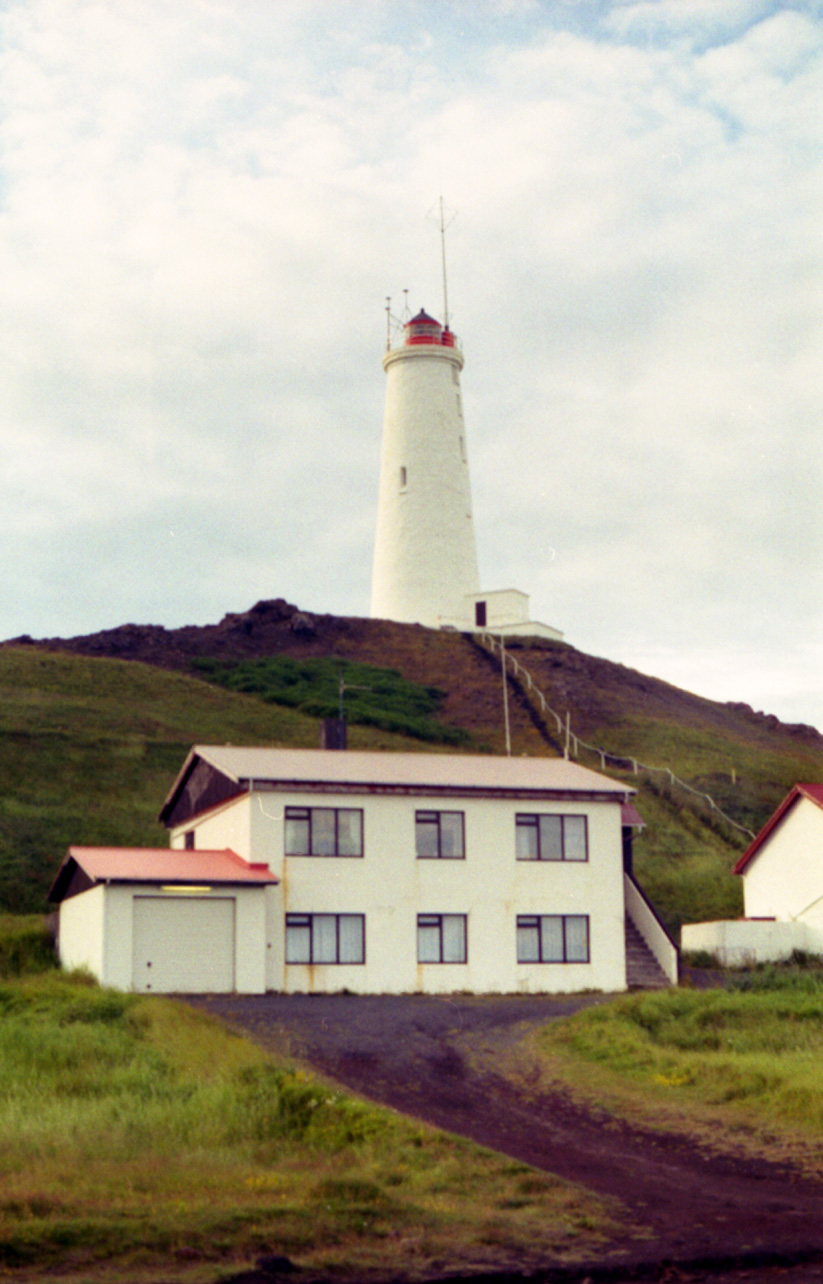
Dom latarnika
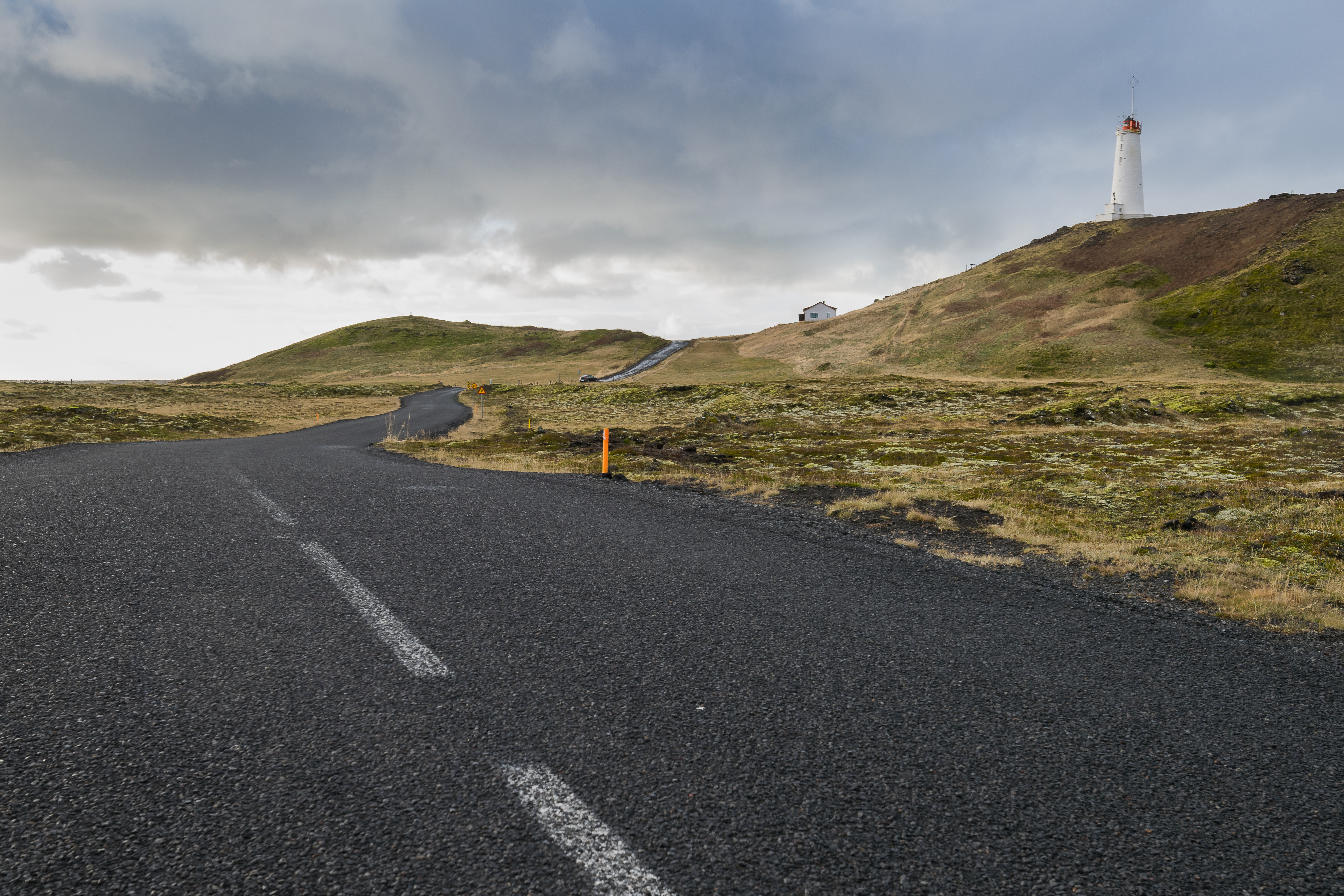
Droga prowadząca do latarni morskiej